# شارما اولی
خادگا پراساد شارما اولی (زاده ۲۲ فوریه ۱۹۵۲) از ۱۵ ژوئیه ۲۰۲۴ نخست‌وزیر کشور نپال است. او قبلاً از ۱۱ اکتبر ۲۰۱۵ تا ۳ اوت ۲۰۱۶، و از ۱۵ فوریه ۲۰۱۸ تا ۱۳ ژوئیه ۲۰۲۱ به عنوان اولین نخست‌وزیر بر اساس قانون اساسی جدید خدمت کرد.
اولی با محاصره نپال توسط هند در سال ۲۰۱۵مخالفت کرد. او روابط با چین را به عنوان جایگزینی برای روابط تجاری نزدیک نپال با هند تقویت کرد و نقشه نپال را با اصلاح قانون اساسی به روز کرد تا مناطق مورد مناقشه با هند را نیز دربرگیرد، که به خاطر آن مورد تحسین داخلی قرار گرفته و به عنوان یک ملی‌گرا شهرت یافته است. دوران تصدی اولی به دلیل استفاده مکرر از سخنان بی‌زبان، خصومت با منتقدان و رسانه‌ها، جلوگیری نکردن از فساد سایر مقامات، شکست در رسیدن به رشد اقتصادی و انحراف از وعده داده شده، بحث‌برانگیز بوده است. هزینه‌های بودجه علیرغم اکثریت تاریخی در انتخابات ۲۰۱۷. اولی رئیس حزب کمونیست نپال (مارکسیست-لنینیست متحد) است.